# Acrolyta crassicornis
Acrolyta crassicornis är en stekelart som först beskrevs av André Seyrig 1952.  Acrolyta crassicornis ingår i släktet Acrolyta och familjen brokparasitsteklar. Inga underarter finns listade i Catalogue of Life.